# به خط مستقیم
به خط مستقیم (انگلیسی: As the Crow Flies) رمانی است به نویسندگی جفری آرچر که نخستین بار در سال ۱۹۹۱ توسط انتشارات هارپرکالینز و با جلد گالینگور چاپ و منتشر شد.
یک سال بعد، انتشارات هارپرکالینز و انتشارات راندوم هاوس این کتاب را جلد کاغذی راهی بازار کردند.